# بریتا بکر
بریتا بکر (آلمانی: Britta Becker؛ زادهٔ ۱۱ مهٔ ۱۹۷۳) بازیکن هاکی روی چمن اهل آلمان است.
وی همچنین برندهٔ جوایزی همچون برگ بوی نقره‌ای شده‌است.